# Любошиць Ганна Саулівна
Любошиць Ганна Саулівна (англ. Anna Luboshutz; 13 липня 1887 — 20 лютого 1975) — російська віолончелістка. Володарка золотої медалі в 1908 році в Московській консерваторії і мала велику виконавську кар'єру в Росії як солістка, так і в камерному ансамблі, тріо «Любошиць», разом зі своєю сестрою, скрипалькою Лією Любошиць і її братом, піаністом П'єром Любошиць. Вона була першою радянською віолончелісткою, якій присвоїли звання «Заслужений артист РСФСР».

## Життєпис
Народилась в Одесі. Її першим учителем був батько. Після закінчення класу віолончелі в Одеській консерваторії в 1903 році Анна вступила до Московської консерваторії й приєдналася до класу віолончелі Альфреда фон Глена восени 1904 року. Також вчилася фортепіано у Дмитра Вейса. Попри те, що її визнавали насамперед віолончелісткою, її гра на фортепіано була досить видатною. Вона акомпонувала деяким великим артистам того часу, включаючи скрипаля Ежена Ізаї, коли він приїжджав до Москви.

Студенткою консерваторії стала частиною жіночого фортепіанного тріо, де її сестра виступала скрипалькою, а Есфір Чернецька — піаністкою (усі троє стали володарями золотих медалей в консерваторії). Меценат Євгеній Францевич Вітачек був настільки вражений її грою, що позичив їй віолончель Гваданьїні. Після її закінчення Михайло Іпполітов-Іванов викупив для неї віолончель.
Коли Чернецька вирішила покинути тріо, її ненадовго замінила інша жінка-піаністка — Роза Кауфман Пастернак, мати Нобелівської лауреатки, і тріо зіграло біля меморіалу Льва Толстого в Москві. Після того, як піаністом у тріо став П'єр Любошиць, ансамбль тріо «Любошиць» виступав по всій Росії, включаючи одне турне в 1913—1914 роках у понад 50 містах. Анна також регулярно виступала з басом Федором Шаляпіним та в концертах, організованих Сержем Кусевицьким. Також вона солірувала з оркестрами під керівництвом Артура Нікіша та Еміля Купера.